# Chester
Chester (Caer in gallese) è una città dell'Inghilterra capoluogo della contea di Cheshire.
È situata sulla riva destra del fiume Dee nella pianura del Cheshire non lontano dal confine con il Galles.

## Storia
La città fu fondata dai Romani, come suggerisce il nome, nel I secolo d.C. I Romani la chiamarono Deva o Castra Devana dal nome del fiume che chiamavano Deva, oggi in inglese Dee. Deva fu il quartier generale della legione romana Legio XX Valeria Victrix fino al 380 d.C. Accanto al forte si sviluppò una delle principali città della Britannia romana.
La città venne chiamata Legaceaster dai sassoni nei secoli successivi alla caduta dell'Impero romano d'Occidente, ma rimase abitata da Britannici romanizzati fino agli inizi del VII secolo.
Fu per breve tempo conquistata dai danesi e nel 908 fu ricostruita ad opera di Ethelred di Mercia. Chester resistette più a lungo delle altre città della Gran Bretagna all'invasione normanna. Dopo la sua capitolazione, Guglielmo il Conquistatore concesse sia la città sia ampi territori sottratti ai gallesi al nipote Hugh Lupus col titolo di conte. Hugh Lupus intraprese la costruzione del castello. Nel Medioevo, la città prosperò grazie ai traffici del suo porto. Oggi il porto non esiste più. L'alveo del fiume si è interrato progressivamente fin dal 1700 a causa del disboscamento delle colline Gallesi per trarne legno di quercia ed altre essenze per la costruzione di navigli.
Nel 1541, a seguito della dissoluzione dei monasteri, la città fu elevata a sede vescovile. Il 24 settembre 1645 a Rowton Moor  fu combattuta la battaglia decisiva della guerra civile inglese che vide la sconfitta dell'esercito del re da parte delle forze del Parlamento. Il re Carlo I assistette alla sconfitta dalle mura della città e si arrese l'anno successivo.  In realtà il re era sulle mura (una torre ancora oggi ne porta il nome) ma non poteva vedere Rowton Moor. Oggi, e ancor più ieri, la vista è ostruita dai numerosi alberi che caratterizzano la campagna. 
La popolazione fu colpita, nell'estate del 1646, da una epidemia di peste che durò fino alla primavera dell'anno successivo.
Dalla metà del XVIII secolo cominciò la progressiva decadenza del porto a causa dell'insabbiamento dell'estuario del fiume Dee e della concorrenza del porto di Liverpool. Negli anni della rivoluzione industriale la città fu raggiunta dal canale di Chester ed in seguito dalla ferrovia con la costruzione della stazione di Chester ma alla metà del XIX secolo il suo porto non era più in grado di competere con quello di Liverpool.
Con le riforme del 2009, Chester non ha più una propria amministrazione comunale, ma le sue proprietà cittadine sono gestite da un sindaco nominato dai consiglieri, eletti nei collegi entro i vecchi confini, facenti parte del più ampio distretto di Cheshire West and Chester.

## Monumenti e luoghi d'interesse
Chester conserva una delle cinte murarie meglio conservate nel Regno Unito.

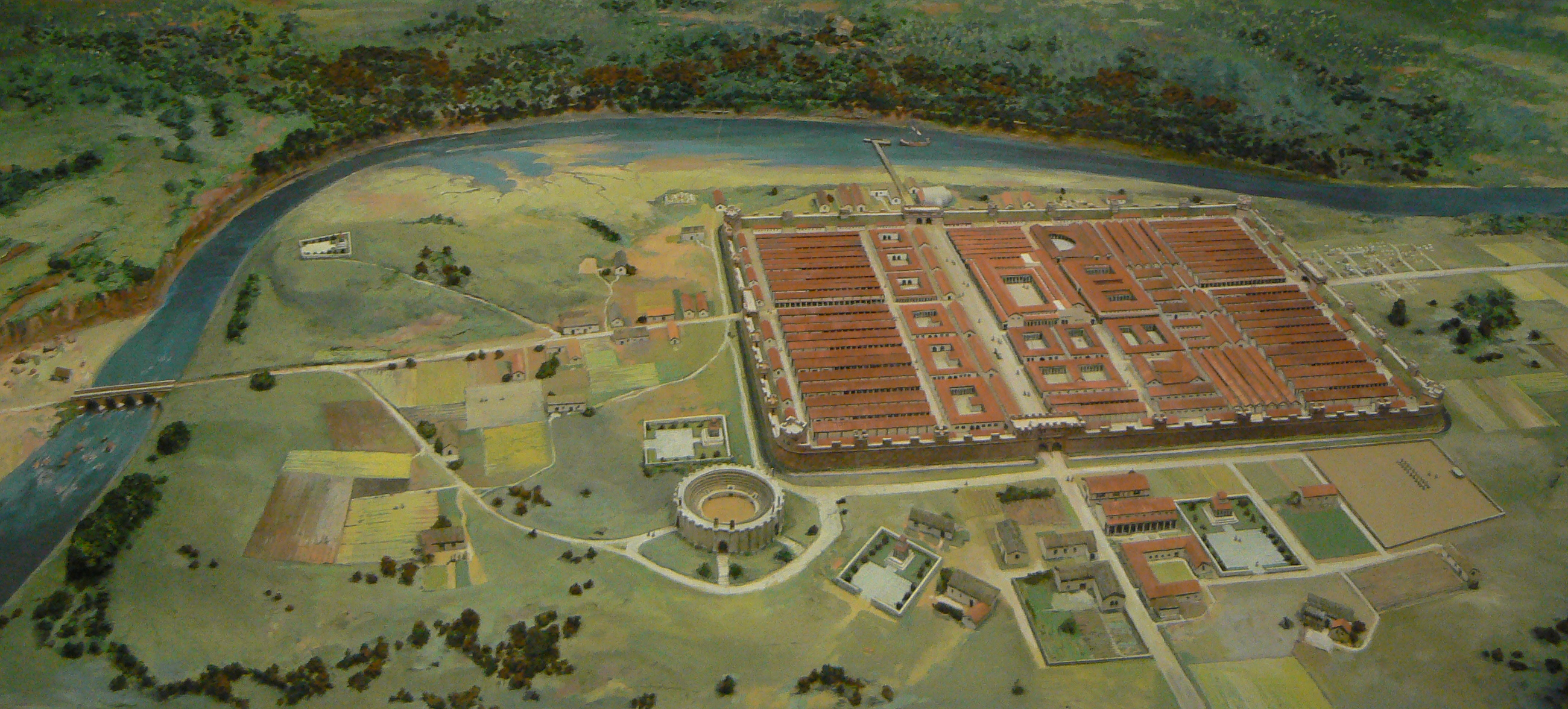
Modello di come doveva essere la romana Deva Victrix, oggi Chester, situata a poche miglia romane dal Vallo di Wat.

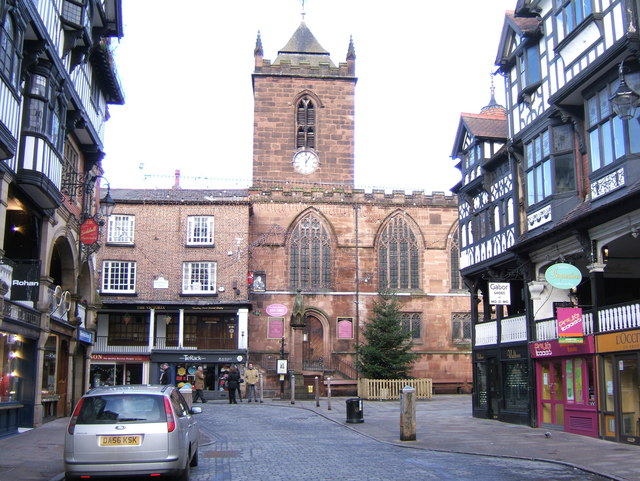
La chiesa di San Pietro a Chester.

Le mura esistenti attualmente in arenaria rossa risalgono ai secoli che vanno dal XII al XIV e seguono il tracciato della originaria cinta muraria edificata dai romani per Deva Victrix.
Sull'East Gate è posizionato un orologio vittoriano del 1897. Nella King Charles Tower, da cui il re Carlo I assistette alla battaglia di Rowton Moor, è ospitata un museo dedicato alla guerra civile.
Altra famosa attrattiva della città sono le Rows, le case a graticcio porticate e con una galleria al piano superiore che costeggiano le quattro strade cittadine che seguono la struttura urbanistica romana. Nei due piani delle Rows sono ospitati numerosi esercizi commerciali.
La cattedrale in arenaria rossa sorge sul luogo in cui esisteva una istituzione religiosa dedicata a Werburga, la santa patrona della città. Nel 1093 fu istituita una abbazia benedettina da Sant'Anselmo d'Aosta. La cattedrale odierna è in stile normanno e gotico perpendicolare. Con la dissoluzione dei monasteri fu elevata a cattedrale.
La chiesa normanna di St John fu costruita a partire dal 1075 e fu per un decennio la cattedrale della diocesi di Mercia.
Nei Roman Gardens sono esposti i resti archeologici del forte romano e dell'anfiteatro edificato a partire dall'80 a.C. e che è l'anfiteatro più grande rinvenuto in Gran Bretagna
Il Grosvenor Museum ospita principalmente resti archeologici romani.
Il ponte sul fiume di Dee costruito su sette archi fu edificato nel 1280.

## Istituti culturali e scuole
- West Cheshire College (WWC). Oltre ad essere una normale scuola superiore offre anche possibilità di corsi di lingua inglese per studenti stranieri con possibilità di effettuare a fine anno esami EFL dell'Università di Cambridge.
- Università di Chester, un'università pubblica nata come primo college di formazione per insegnanti appositamente costruito nel Regno Unito. Come università, ora occupa cinque campus a Chester e nei dintorni, uno a Warrington e un centro universitario a Shrewsbury. Si tratta della quinto istituto di istruzione superiore più antico d'Inghilterra.

## Amministrazione

### Gemellaggi
- Sens
- Lörrach
- Senigallia